# 風土記 (日本)
一般來說，《風土記》乃是日本記錄地方風俗民情、地理、歷史、農業、神話與民俗等的地方志；但狹義上來說則是奈良時代元明天皇命令律令制下之各國編撰的文獻報告。由於沒有正式名稱，為了和後代的風土記區別，又稱為「古風土記」。
古風土記原有四十八國，如今流傳的只有《出雲國風土記》、《播磨國風土記》、《肥前國風土記》、《常陸國風土記》、《豐後國風土記》等較為完整；另有散落在其他書籍的零碎段落（被其他書籍引用而流傳下來的文獻，即佚文），收錄約三十國的風土和傳說，但有人認為這些佚文可能成文於奈良時代。

## 概要
奈良時代初期元明天皇下詔各令制國的國衙開始編纂，主要以漢文書寫，至少耗費二十年時間完成。為了整備律令制度，故仿效中國的地方志編纂，並做為地方統治的方針。關於記載事例，《續日本紀》六卷曾提到包含下列五項，但此時「風土記」之名稱仍未使用，體裁只有下級單位對上司提出公文「解」而已。
1. 郡鄉之名（以吉字示之）
2. 產物
3. 土地肥沃之狀況
4. 地名起源
5. 流傳之舊聞佚事

現存的手抄本僅有5冊，其中以《出雲國風土記》最為完整；其餘《播磨國風土記》、《肥前國風土記》、《常陸國風土記》、《豐後國風土記》等4冊則一部分闕失。雖然其餘風土記多以不可考，若干逸文散見於其他後世書籍，但是也有人對於這些逸文是否完成於奈良時代存著疑問。

## 各國風土記
標記「※」者，有全本或殘本流傳至今；標記「○」者，以佚文方式流傳至今；無標註者，僅為推測有可能存在。
- 畿內
  - 山城國風土記○
  - 大和國風土記
  - 攝津國風土記
  - 河內國風土記
  - 和泉國風土記

- 東海道
  - 伊賀國風土記
  - 伊勢國風土記○
  - 志摩國風土記
  - 尾張國風土記○
  - 参河国風土記
  - 遠江国風土記
  - 駿河國風土記
  - 伊豆國風土記
  - 甲斐國風土記
  - 相模國風土記
  - 下總國風土記
  - 上總國風土記
  - 常陸國風土記※

- 東山道
  - 近江國風土記
  - 美濃國風土記
  - 飛驒國風土記
  - 信濃國風土記
  - 陸奧國風土記○

- 北陸道
  - 若狹國風土記
  - 越前國風土記
  - 越後國風土記○
  - 佐渡国風土記

- 山陰道
  - 丹後國風土記○
  - 丹波国風土記
  - 因幡國風土記
  - 伯耆國風土記
  - 出雲國風土記※
  - 石見國風土記

- 山陽道
  - 播磨國風土記※
  - 美作國風土記
  - 備前國風土記
  - 備中國風土記○
  - 備後國風土記○

- 南海道
  - 紀伊國風土記
  - 淡路國風土記
  - 阿波國風土記○
  - 讚岐國風土記
  - 伊予國風土記○
  - 土佐國風土記○

- 西海道
  - 筑前國風土記○
  - 筑後國風土記○
  - 豐前國風土記○
  - 豐後國風土記※
  - 肥前國風土記※
  - 肥後國風土記○
  - 日向國風土記○
  - 大隅國風土記○
  - 薩摩國風土記
  - 壹岐國風土記○
  - 對馬國風土記

## 後世之風土記
後世新編的風土記書籍眾多，例如《三河後風土記》、《東北後風土記》、《斐太後風土記》、《新編武藏風土記》、《新編相模風土記》、《新編會津風土記》、《今日風土記》等書。

## 註腳
1. ↑  參看《図説 地図とあらすじでわかる! 風土記》，坂本勝監修，青春出版社，2011年1月，ISBN 978-4413043014，頁16-17。
2. ↑  請看（日語）近代デジタルライブラリー - 続日本紀. 巻第１−９ （页面存档备份，存于）。
3. ↑  參看《日本の歴史4 天平の時代》，榮原永遠男著，集英社，1991年9月，ISBN  978-4081950041，頁40。

## 外部連結
- 大日本真秀國 風土記
- 基於國土之始原史～風土記逸文